# 松波直秀
松波 直秀（まつなみ なおひで、1901年4月5日 - 2000年6月14日）は、日本の経営者。荏原製作所社長を務めた。東京都出身。

## 経歴・人物
1926年に東京帝国大学工学部機械工科を卒業し、同年に荏原製作所に入社。1940年6月に取締役に就任し、1947年8月に常務、1956年12月に専務を経て、1965年1月に副社長に就任し、1970年12月には社長に昇格。1976年4月に会長を経て、1978年7月には相談役に就任。
1972年4月に勲三等旭日中綬章を受章。
2000年6月14日老衰のために死去。99歳没。